# ガタム
ガタム (Ghatam,梵: घट,タミル語: கடம்,カンナダ語: ಘಟ,テルグ語: ఘటం)は、主にインド南部のカルナータカ音楽で使われる打楽器。鉄分を含む赤土で作られた素焼きの壺を、素手で叩くことによって音を出す、インド独特の伝統楽器。